# وادي رحال
وادي رحال قرية فلسطينية تقع جنوب مدينة بيت لحم وتبعد عنها 5.7 كم، يحدها من الشرق بلدة جناتة ومن الغرب مستوطنة افرات ومن الشمال بلدة الخضر ومن الجنوب وادي النيص وترتفع القرية 894 متر عن سطح البحر وبلغ عدد سكانها 1419 في عام 2007.